# Bedroom Farce
Bedroom Farce ist ein Theaterstück von Alan Ayckbourn. In Deutschland ist das Stück unter dem Titel Schlafzimmergäste bekannt. Das auch in Deutschland sehr erfolgreiche Stück lief als eine der längsten Aufführungen am Broadway, wurde verfilmt und als mehrteiliges Hörspiel produziert. 
Die Uraufführung erfolgte am 16. Juni 1975 am Library Theatre in Scarborough unter der Regie von Alan Ayckbourn. Die deutsche Erstaufführung fand am 14. Juni 1978 an der Komödie Düsseldorf statt. Regie führte Alfons Höckmann.
Es ist ein Theaterstück für acht Schauspieler, die vier Paare darstellen. Handlungsorte sind die Schlafzimmer dreier Paare. Im Stück werden vier verschiedene Arten des Miteinanderumgehens innerhalb einer Beziehung dargestellt. Während der Handlung zeigt sich, dass die Personen, so unterschiedlich sie sich darstellen, doch den gleichen Beziehungsschemata unterliegen. 

## Protagonistenpaare
Ernest und Delia sind die Eltern von Trevor, der mit Susannah verheiratet ist. Jan ist Trevors frühere Freundin und jetzt mit Nick verheiratet, der durch Rückenschmerzen derzeit ans Bett gefesselt ist. Kate und Malcolm sind die Gastgeber der Party, die von Susannah und Trevor verdorben wird. Susannah und Trevor erleben zurzeit eine Beziehungskrise.

## Inhalt
Kate und Malcolm geben eine Party, zu der sie auch Jan, Nick, Susannah und Trevor einladen, wobei Nick aus besagten Gründen nicht kann. Das Stück spielt kurz vor dieser Party, während und bis zum Morgen nach der Party.
Susannah und Trevor kommen einzeln, als zerstrittenes Paar zur Party. Sie zerstreiten sich dort schließlich richtig und lassen die Party platzen. Vorher kommen sich Trevor und seine frühere Freundin Jan wieder etwas näher, sie geben sich einen zärtlichen Kuss, was beiden hinterher peinlich ist.
Zurück von der Party beichtet Jan ihrem Mann Nick den Kuss, doch der ist nur mit seinem Rückenleiden beschäftigt.
Malcolm versucht, nachdem er alle Gäste verabschieden musste, seine Frau mit einem selbstzubauenden Schränkchen aufzumuntern, bastelt die ganze Nacht und bringt nur Schrott zustande.
Ernest und Delia mühen sich, Verrücktheiten aus der Vergangenheit zu wiederholen, was ihnen nicht recht gelingt, wobei sie dennoch viel Spaß haben.
Susannah und Trevor schließlich fahren nach der Party sozusagen von Schlafzimmer zu Schlafzimmer, um ihr Leid zu klagen, dort zu übernachten und finden schließlich, im Schlafzimmer von Malcolm und Kate, wieder zusammen.